# Martina Feldmayer

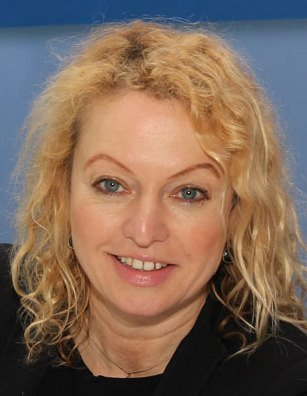
Martina Feldmayer (2016)

Martina Feldmayer (* 30. Dezember 1964 in Frankfurt am Main) ist eine deutsche Politikerin bei Bündnis 90/Die Grünen und seit 2012 Mitglied des Hessischen Landtags. Sie ist stellvertretende Fraktionsvorsitzende der Grünen-Fraktion im Hessischen Landtag. Außerdem ist sie Fraktionssprecherin für Klimapolitik und Umweltschutz.

## Leben und Beruf
Nach dem Abitur 1984 an der Gymnasialen Oberstufenschule Bockenheim-Süd in Frankfurt am Main studierte Feldmayer Slawistik sowie Theater-, Film und Fernsehwissenschaften an der J.W. Goethe-Universität Frankfurt. Ihr Studium schloss sie als Magistra Artium ab. Sie arbeitete unter anderem als Russisch-Deutsch-Übersetzerin, als Beraterin für die Vermittlung russischer Künstler nach Deutschland und zuletzt bei einer Fluggesellschaft. Feldmayer ist Mutter eines Sohnes.

## Partei
1998 trat Martina Feldmayer den Grünen bei. Von 2006 bis 2012 war sie als Stadtverordnete in Frankfurt am Main in den Ausschüssen Umwelt, Sport, Recht, Sicherheit, Personal und Organisation tätig. Außerdem gehörte sie von 2001 bis 2012 dem Ortsbeirat 6 in Frankfurt am Main an. Sie vertrat damit die Stadtteile Goldstein, Griesheim, Höchst, Nied, Schwanheim, Sindlingen, Sossenheim, Unterliederbach und Zeilsheim. Von 2009 bis 2015 war sie Vorstandssprecherin der Frankfurter Grünen.

## Abgeordnete
Bei den Landtagswahlen 2003, 2008 und 2009 trat Feldmayer im Landtagswahlkreis 34 als Direktkandidatin an. 2009 kandidierte sie auch bei der Bundestagswahl als Direktkandidatin im Bundestagswahlkreis Frankfurt am Main I. Im Februar 2012 rückte sie für Margaretha Hölldobler-Heumüller in den Hessischen Landtag nach. Regional ist Martina Feldmayer zuständig für Frankfurt am Main, den Odenwaldkreis und den Wetteraukreis.
Bei der Landtagswahl in Hessen 2013 trat sie im Wahlkreis Frankfurt am Main I an. Hier unterlag sie gegen Uwe Serke. Ihr gelang jedoch der Wiedereinzug in den Landtag über einen Listenplatz der Partei. Dies gelang ihr auch bei den Wahlen 2018 und 2023.
Bei der Kommunalwahl 2021 trat Feldmayer in Frankfurt als Spitzenkandidatin ihrer Partei an. Sie führte die Grünen mit 24,6 % als stärkste Kraft in die Frankfurter Stadtverordnetenversammlung an. Ihr errungenes Mandant gab sie nach sechs Monaten zurück, da ihr der „Spagat“ zwischen Landtag und Frankfurter Stadtverordnetenversammlung auf Dauer zu groß erschien.
Martina Feldmayer übernahm in Kooperation mit der Internationalen Gesellschaft für Menschenrechte politische Patenschaften für die iranische Biologin Niloufar Bayani und die Schriftstellerin Golrokh Ebrahimi Iraee.